# Акерлоф, Джордж
Джордж Акерлоф (англ. George Akerlof, вариант: Акерлов; 17 июня 1940, Нью-Хейвен, Коннектикут, США) — американский экономист, лауреат Нобелевской премии по экономике (2001) «за анализ рынков с несимметричной информацией» вместе с Джозефом Стиглицем и Майклом Спенсом, основоположник информационной экономической теории. Кроме того, Акерлоф известен своими исследованиями рынка труда и особенно нерыночных зарплат, формирующих в настоящее время основы новой кейнсианской школы макроэкономики.

## Биография
Родился 17 июня 1940 года в городе Нью-Хэйвен (штат Коннектикут) в семье профессора Йельского университета, эмигранта из Швеции Госта Акерлёфа. Его мать Розали (девичья фамилия Хиршфельдер) была еврейкой из семьи, иммигрировавшей из Германии.
Начав своё обучение в Йельском университете (1962 — степень бакалавра экономики), Акерлоф завершил его в Массачусетском технологическом институте (1966 — степень доктора экономики). После окончания учёбы почти постоянно преподавал в Калифорнийском университете в Беркли. В 1967—1968 годах работал профессором Индийского статистического института, в 1973 году был одним из сотрудников Совета экономических консультантов при президенте Никсоне, получил стипендию Гуггенхайма. В 1978 году Акерлоф перешёл в Лондонскую школу экономики и политических наук, но в 1980 году окончательно вернулся в Калифорнийский университет в Беркли.
Супруга Акерлофа — Джанет Йеллен — известный экономист, министр финансов США, глава Федеральной резервной системы США (2014—2018).
Наиболее известна его работа «Рынок „лимонов“: неопределенность качества и рыночный механизм».

## Сочинения

### Переводы на русский язык
- Акерлоф Дж., Шиллер Р. Охота на простака. Экономика манипуляций и обмана = Phishing for Phools: The Economics of Manipulation and Deception. — М.: ООО «Манн, Иванов и Фербер», 2017. — 320 с. — ISBN 978-5-00100-467-7.
- Рынок «лимонов»: неопределенность качества и рыночный механизм (George A. Akerlof. The Market for «Lemons»: Quality Uncertainty and the Market Mechanism // The Quarterly Journal of Economics, v.84, August 1970, p. 488—500. Перевод Е. И. Николаенко)
- Акерлоф Дж. А., Крэнтон Р. Е.[англ.]. Экономика идентичности. Как наши идеалы и социальные нормы определяют, кем мы работаем, сколько зарабатываем и насколько несчастны = Identity Economics. How our idetites shape our work, wages, and well-being. — М.: Карьера Пресс, 2010. — 224 с. — ISBN 978-5-904946-04-3.
- Акерлоф Дж., Шиллер Р. Spiritus Animalis: или Как человеческая психология управляет экономикой и почему это важно для мирового капитализма / пер. с англ. Д. Прияткина; под научн. ред. А. Суворова; вступ. ст. С. Гуриева. — М.: ООО «Юнайтед Пресс», 2010. — 273 с. — ISBN 978-5-904522-33-9. 
(Перевод изд.: Akerlof G. A., Shiller R. J. (2009) Animal Spirits. How Human Psychology Drives the Economy, and Why It Matters for Global Capitalism. Princeton and Oxford: Princeton University Press).
- Акерлоф, Дж. А., Крэнтон Р. И. Идентичность и экономика организаций // Российский журнал менеджмента. — 2010. — Т. 8, № 2. — С. 104—123.
- Грехи упущения и практика экономической науки = Sins of Omission and the Practice of Economics. // Экономическая политика. 2021. № 1. С. 59-66.